# Palaeorhiza kurandensis
Palaeorhiza kurandensis är en biart som först beskrevs av Cockerell 1909.  Palaeorhiza kurandensis ingår i släktet Palaeorhiza och familjen korttungebin. Inga underarter finns listade i Catalogue of Life.